# Să facem totul
Să facem totul este un film românesc din 1990 regizat de Ștefan Gladin.